# Torpeden (TV-serie)
Torpeden (engelska: The Assassin) är en brittisk actionthrillerserie som hade premiär på Prime Video den 25 juli 2025. Den första säsongen består av sex avsnitt.

## Handling
Den pensionerade lönnmördaren Julie har isolerat sig på en avlägsen grekisk ö när sonen Edward dyker upp och vill ställa frågor om sin biologiska bakgrund. Edward kämpar för att hitta rätt tillfälle att prata med sin frustrerade och avståndstagande mor.

## Rollista (i urval)
- Keeley Hawes - Julie
- Freddie Highmore - Edward
- Gerald Kyd - Luka
- Shalom Brune-Franklin - Kayla
- Devon Terrell - Ezra
- David Dencik - Jasper
- Alan Dale - Aaron Cross
- Gina Gershon - Marie
- Jack Davenport - Sean
- Richard Dormer - Damien